# Chiesa della Natività di Maria Vergine (Gremiasco)
La chiesa della Natività di Maria Vergine è la parrocchiale di Gremiasco, in provincia di Alessandria e diocesi di Tortona; fa parte del vicariato delle Valli Curone e Grue.

## Storia
La prima citazione della pieve di Gremiasco risale al 1211; di questo antico edificio in stile romanico sopravvive l'abside, inglobata nella chiesa barocca.
Nel 1687 il vescovo di Tortona Carlo Francesco Ceva, durante la sua visita pastorale, trovò che la parrocchiale era insufficiente a soddisfare le esigenze dei fedeli ed esortò allora la comunità a provvedere al suo rifacimento. Così, nel 1695 don Crisostomo Giani diede il via ai lavori preparatori e alla raccolta di pietre dai greti dei torrenti Curone, Caiella e Dorbida; la costruzione del nuovo luogo di culto si protrasse però per vent'anni, dato che l'inaugurazione ufficiale del coro avvenne il 25 luglio 1715.
Sempre nel XVIII secolo si procedette alla sopraelevazione del campanile e nel 1960 venne restaurata la facciata.

## Descrizione

### Esterno
La facciata a capanna, rivolta a sud e suddivisa da una cornice marcapiano aggettante in due registri, entrambi scadenti da lesene angolari; quello inferiore presenta il portale d'ingresso architravate e un dipinto raffigurante una scena sacra, mentre quello superiore, coronato dal timpano triangolare, è caratterizzato da una finestra polilobata. 
Accanto alla parrocchiale sorge il campanile a base quadrata, la cui cella presenta su ogni lato una monofora a tutto sesto ed è coronata dal tamburo ottagonale sorreggente una cupoletta.

### Interno
L'interno dell'edificio si compone di un'unica navata, sulla quale si affacciano le cappelle laterali, una delle quali è l'abside dell'antica pieve, e le cui pareti sono scandite da lesene sorreggenti la trabeazione sopra la quale si imposta la volta; al termine dell'aula si sviluppa il presbiterio, rialzato di due gradini, delimitato da balaustre e chiuso dall'abside semicircolare.